# Lagopus muta evermanni
Lagopus muta evermanni es una subespecie  de la familia Tetraonidae en el orden de los Galliformes. 

## Distribución geográfica
Se encuentra en la isla de Attu (las Islas Aleutianas).